# Zaklonišče prepeva
Zaklonišče prepeva je slovenska rock skupina iz Nove Gorice. Zasloveli so leta 1998 z uspešnico oz. priredbo Balaševićeve skladbe Računajte na nas. Skupina je znana po provokativnih besedilih. 

## Člani skupine
- Vanja Alič, vokal
- Miha Jerovec, kitara
- Mitja Marussig, bas
- Uroš Buh, bobni
- Peter Baroš - saksofon in klaviature

### Bivši člani
- Damjan Mašera, trobenta in akustična kitara
- Edvin Školaris, kitara
- Borja Bolčina, kitara
- Klemen Kotar, saksofon in klaviature
- Matjaž Ugovšek - Ugo, bas
- Mladen Bijeljac, bas
- Gregor Robič, bas
- Aleš Živko, bobni
- Davor Skočić - Mafija, bobni in tolkala

## Diskografija
- Nešto kao Džimi Hendrix (Shelter Records/Panika 1996)
- Novo vreme – stare dileme (Shelter Records/Nika Records 1998)
- Glasajte za nas (Shelter Records/Nika Records 1999)
- Odoh majko u rokere (Nika Records, 2001)
- Sellam alejkum (Menart Records, 2004)
- Bolje ne bo nikoli (Lip Art, 2009)
- Samo da prođe demokratija (Lip Art, 2014)